# Егалео
Егалео (грец. Αιγάλεω) — муніципалітет ному Афіни, Аттика, передмістя Афін. Місто розташоване на захід від річки Кефісс і на південний захід від однойменної гори Егалео, неподалік від міста Нікея.

## Історія
До початку 1920-х років територія сучасного Егалео була малозаселеною: тут переважали господарські угіддя і невеликі села албанців-арнаутів. Греко-турецький обмін населенням 1922—1923 років дав поштовх до початку масового будівництва в 1930—1960-х роках, урбанізації та припливу численних грецьких біженців-переселенців з Малої Азії.
Характерна риса Егалео — його індустріальна спеціалізація. Фабрики й заводи займають до 25 % площі району (приблизно 6,5 км²). Зокрема на проспекті проспекті Кіфіссіас розташовано броварню Athenian Brewery — підрозділ Heineken в Греції.
Гостра проблема сучасного міста — погана екологічна ситуація, перевантаженість дорожньої мережі.

## Спорт
1931 року заснований футбольний клуб «Егалео», який нині грає в Бета Етнікі, другому національному дивізіоні.

## Персоналії
- Кеті Гарбі — популярна грецька співачка, виконавиця сучасної лаїки.